# بير لاشاز (مترو باريس)
بير لاشاز (بالفرنسية: Père Lachaise)‏ هي محطة مترو تابعة لمترو باريس تقع في فرنسا في الدائرة الحادية عشرة في باريس.[بحاجة لمصدر]